# Іванов Вадим Тихонович
Вади́м Ти́хонович Івано́в (рос. Вадим Тихонович Иванов; 18 вересня 1937, Феодосія — 8 квітня 2022) — радянський і російський біохімік, доктор хімічних наук (1974), професор (1976), академік АН СРСР (1987) і ВАСГНІЛ (1988), директор Інституту біоорганічної хімії. Лауреат Ленінської та Державної премії СРСР. Член експертної комісії Російської ради олімпіад школярів з біології. Головний редактор журналу «Російський журнал про біоорганічну хімію».

## Життєпис
Вадим Іванов народився 18 вересня 1937 року в місті Феодосії Кримської області. Автор понад 400 наукових праць, зокрема 4 монографій, 6 авторських свідоцтв і 13 патентів.
1955—1960 — студент хімічного факультету Московського державного університету імені М. В. Ломоносова
1963 — науковий співробітник (з 1965 — старший науковий співробітник; з 1972 — заступник директора з наукової роботи) Інституту хімії природних сполук АН СРСР (ІХПС; нині Інститут біоорганічної хімії ім. акад. М. М. Шемякіна і Ю. О. Овчинникова РАН)
1971 — завідувач лабораторії хімії пептидів ІБХ РАН
1974 — доктор хімічних наук, дисертація «Конформаційні стани біологічно активних циклопептидів та їх аналогів»
1976 — обраний членом-кореспондентом Академії наук СРСР
1976 — професор
1987 — обраний дійсним членом Академії наук СРСР
1988 — завідувач кафедри біоорганічної хімії біологічного факультету МДУ ім. М. В. Ломоносова
1988 — генеральний директор Міжгалузевого науково-технічного комплексу «Біоген»
1988 — директор Інституту біоорганічної хімії ім. академіків М. М. Шемякіна і Ю. О. Овчинникова РАН
1991 — обраний дійсним членом ВАСХНІЛ (з 1992 — РАСХН)
2000 — обраний членом Американських хімічного і білкового товариств
2008 — надано почесне звання Ейнштейнівського професора Китайської академії наук
Помер Іванов 8 квітня 2022 року. Похований на Троєкуровському кладовищі.

## Монографії
- Ю. А. Овчинников, В. Т. Иванов, А. М. Шкроб. Мембрано-активные комплексоны. — М. : Наука, 1974. — 464 с.
- Физико-химические методы исследования биополимеров и низкомолекулярных биорегуляторов / В. Т. Иванов. — 1992.
- Белки и пептиды / В. Т. Иванов. — 1995.
- Проблема белка (тт. 1-5) / В. Т. Иванов. — 1995, 1996, 1997, 2000.:
  - Том 1. Химическое строение белка (укр. Том 1. Хімічна будова білка)
  - Том 2. Пространственное строение белка[5] (укр. Том 2. Просторова будова білка)
  - Том 3. Структурная организация белка[6] (укр. Том 3. Структурна організація білка)
  - Том 4. Структура и функция белка (укр. Том 4. Структура та функція білка)
  - Том 5. Структура, функция и эволюция белка (укр. Том 5. Структура, функція та еволюція білка)